# Mamiconis

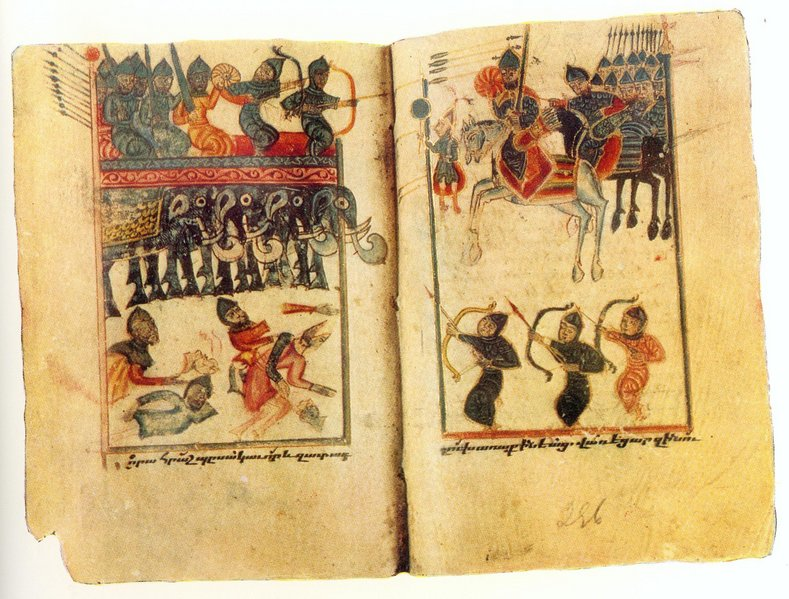
Vardanes Mamiconi en la batalla d'Avarair (451)

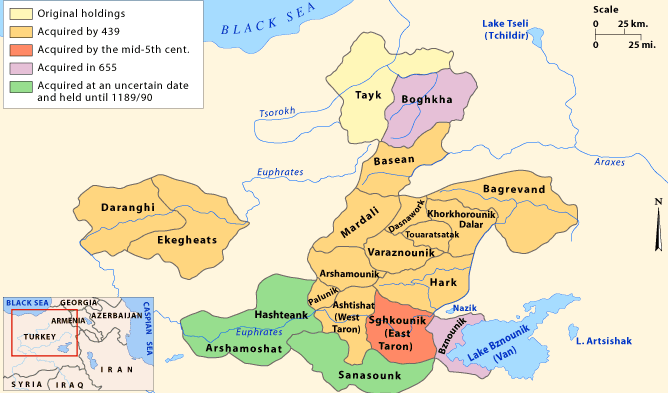
Expansió dels Mamiconis

Els Mamiconis (armeni: Մամիկոնյան, Mamikonian; llatí: Mamiconius) foren una antiga família de nakharark (senyors hereditaris) d'Armènia, que van governar en diferents moments sobre les regions de Beznunik, Taron, Bidlis, Sassun, Bagrevand i d'altres (c. 300-862). Tenien el títol de sparapets hereditaris de l'infantaria.

## Origen
Els prínceps Mamiconis es reclamaven descendents dels emperadors de la Xina i van portar el títol nobiliari de Chenbakur; no obstant més probablement serien oròntides i haurien estat els governants immemorials de Tayk (Tao), a la frontera entre Armènia i Ibèria. En la monarquia de l'Armènia Major van ser investits amb la dignitat que podríem anomenar com agutzil major de la cort.

## Història

### Primers prínceps
Se sap que el príncep Selkuniq d'Oixakan al Taron (a la vora de l'Arsànies), amb ajut del rei Shapur II de Pèrsia, es van revoltar contra Tiridates IV, però va ser derrotat per un Mamiconi que va rebre el feu del vençut (la meitat del Taron), en el segle iv.
El primer senyor conegut va ser Vatxè Mamiconi cap al 330-339 en una època en què el rei va intentar posar pau entre els nobles i com que no ho va aconseguir ho va encarregar a aquest personatge, que va exterminar a les cases Manavaz (de Manavazkert o Mantziciert), i va donar les seves terres en part als bisbes de Manzakert i Bassèn. Vatxè Mamiconi (i Baanes Amatuní) també van derrotar els Beznuní del Beznunik (regió de Khelat o Akhlat) que s'havien aliat als perses i els van confiscar les terres. Els armenis van patir una greu derrota (potser l'any 338 o el 339) en la qual va morir el seu cap Vatxè Mamiconi i la direcció de la guerra va passar a Arxavir Camsaracà príncep de Shirak i del Arxarunik.
Vardanes i Vasaces Mamiconi, més tard del 339 van dirigir la família però cap a l'any 350 van perdre el favor del rei Àrsaces II d'Armènia que els va proscriure i es van exiliar al Taik on es van establir, recuperant el favor reial i els honors cap al 355. Vasaces va ser nomenat sparapet (capità general) i la família també va tenir el càrrec de stratelat. Vasaces es va convertir en cap del partit prorromà i Vardanes Mamiconi en el cap del partit persa d'Armènia, després del 350 i fins a una data propera al 368.
El primer gran cap familiar va ser Vasaces I Mamiconi, sparapet (general en cap) que va defensar Armènia contra els perses l'any 367-368 i que només va ser derrotat per la traïció de Maruzanes Arzeruni. Després d'aquesta derrota molts nakharark (senyors) es van passar al bàndol persa, incloent-hi Baanes Mamiconi, germà de Vasaces. Vasaces Mamiconi van anar a Pèrsia, on va ser torturat i mort i la seva pell exposada al Castell de l'Oblit l'any 368. Baanes Mamiconi per la seva banda, va ser nomenat governador persa d'Armènia junt amb Meruzanes Arzeruni l'any 369 i després Baanes segurament va ser assassinat pel seu propi fill Samuel quan va voler imposar al país el mazdeisme.

### Vinculació a Pèrsia
Cap a l'any 370 els governadors perses van ser subornats per la reina Pharantzem i es van canviar de bàndol, i amb l'ajut de Roma el rei Pap d'Armènia va ser coronat el 370 i va tenir com sparapet a Musel I Mamiconi, fill de Vasaces, que va derrotar els perses per tot Armènia i els va foragitar. Pap va morir el 374 i la corona va ser donada pels romans a l'arsàcida Varasdat, que al començament va col·laborar amb Musel, però sota consell de Bat o Simbaci Saharuní, Musel va ser assassinat i el càrrec de sparapet va recaure en Simbaci. Llavors Vatxè Mamiconi va dirigir la família però quan Manuel Mamiconi (germà de Musel) va tornar de Pèrsia on havia estat ostatge (juntament amb un altre germà anomenat Koms Mamiconi) Vatxè li va cedir immediata i voluntàriament la direcció de la família. Els Mamiconis es van rebel·lar i van derrotar el rei Varasdat i al seu general Simbaci Saharuní a Karin. Manuel i els seus fills Hemaiak i Artshés van capturar al rei poc després, però el van deixar fugir del país. Manuel va col·locar a la reina Zarmandukht (viuda de Pap) al tron però ell mateix va assolir tot el poder (378). Llavors va fer una submissió força nominal a Pèrsia i va acceptar un marzban (governador) a canvi del respecte absolut a les lleis locals i l'autonomia. Durant quatre anys Manuel va exercir de regent junt amb la reina i més tard (384) assumí la regència en nom d'Arsaces III (fill de Pap), que es va casar amb Vardandukh, filla de Manuel; el 385 Manuel va morir i cap al 386 o 387 Armènia va ser conquerida per Pèrsia.
Baanes Mamiconi i Samuel Mamiconi s'esmenten com a caps familiars prop del 365 i del 390. Samuel va ser dels pocs nakharark que no es va voler sotmetre a Pèrsia. Després apareixen altres caps de família: Hamazaspes Mamiconi, casat amb Sahakanokht (Sahakanoysh), filla o hereva del patriarca Isaac el gregòrida darrer descendent mascle Gregori l'Il·luminador) que li va aportar els tres principats gregòrides: l'altra meitat de Taron, centrada a la ciutat d'Ashtishat, Bagravand o Bagrauandene i Ekeleac o Acilisene. Van tenir tres fills: Vardan (II), Maictes i Hamazaspes I Mamiconi. Hamazasp va ser nomenat sparapet i gran conestable el 416 i va morir el 432. Vardan II va acompanyar al seu avi sant Isaac a Pèrsia quan el patriarca va ser cridat (i deposat) per Bahram V i el 428 Vardan va quedar presoner a Pèrsia però el van alliberar el 432 a la mort del seu pare Hamazasp.

### La revolta del 451
El 450 Vardanes II Mamiconi, fill de Hamazasp I i d'Isaacanoysh, va anar a territori de l'Imperi Romà d'Orient per no haver-se de convertir al mazdeisme, però va tornar per agafar la direcció de la revolta nacional, lideratge que el governador Vasaces de Siània no podia assolir perquè tenia dos fills com a ostatges. Vardan va anar a Ingilena on ja havia esclatat una revolta cristiana local, i va decidir encapçalar l'aixecament, anomenat la Revolta d'Ingilena. Vardan va lluitar contra el rei persa Isdigerdes II en una batalla decisiva a la vora del Artaz, prop de la vila d'Avarair (2 de juny de 451) en la qual va morir. Son germà Hemaik, que era al Taik, va agafar la direcció de la revolta però va morir en combat el 452 prop d'un llogaret anomenat Ordtxenhal, potser Artanudj, entre Taik i la Klardjètia.
Hemaiak va tenir quatre fills: Baanes I Mamiconi (cap de la rebel·lió nacional el 481-482, que va tenir un fill anomenat Vard), Vasaces II, Artaxes i Vard. Els tres grans eren presoners del perses, però el 455 van ser alliberats i es van establir amb la seva mare Tzuik a Tsurtav, capital del príncep de Gugarq (Gogarene) i Tashir. Vard, el fill petit, va ser enviat a Taik on va ser criat a la frontera amb els romans d'Orient. Baanes destacava per les seves qualitats. El rei persa el volia al seu costat per donar-li el càrrec de marzban, però tots els nobles perses i més d'un d'armeni li desaconsellaven, per les repercussions de la rebel·lió del 451 encapçalada pel seu oncle i pel seu pare. Baanes II va anar a la cort per dissipar les dubtes del rei, i es dedueix de la crònica de Llàtzer de Farpe que va participar en cerimònies mazdeistes segurament per demostrar fidelitat, però no devia ser suficient, i no va rebre el nomenament.

### La revolta del 481-482
El 481, fent cas al patriarca i al rei georgià Vakhtang I Cap de Llop es va decidir a encapçalar la rebel·lió nacional. Al seu costat va tenir al seu germà Vasaces II Mamiconi. Els revoltats van rebre el suport de molts nakharark i de la gent del poble. El nakharar Varaz-Shapuh Amatuní va revelar al marzban Aderveshnasp els plans del rebels. El marzban es va espantar i va fugir de Dvin cap a Artàxata. Baanes II va entrar a Dvin. Després les seves forces van anar a Artàxata d'on també va fugir el marzban cap a Pèrsia. Baanes II va quedar l'amo del país, però per guanyar-se l'aliança d'uns dels nakharark més poderosos, Isaac Bagratuní, aspet hereditari (comandant de la cavalleria), va fer nomenar aquest com a marzban. Baanes II, que era general en cap hereditari d'Armènia, va conservar el comandament militar dels revoltats. El marzban Aderveshnasp va re-entrar a Armènia i va lliurar la batalla d'Akori, en la qual els armenis, dirigits per Vasaces II Mamiconi i Babik de Siunia, van obtenir la victòria. Al mateix temps Baanes II va demanar al rei dels Ibers l'ajuda promesa i Vakhtang I d'Ibèria va enviar uns milers d'auxiliars huns, però a l'hivern el rei els va tornar a cridar al seu país.
Al trobar-se sol Baanes II va demanar l'adhesió dels nakharark neutrals: els Arzerunis, els Andzevatsí, els Reixtuní i els senyors o prínceps de la Moxoene o Mokq. Mentre un exèrcit persa es concentrava a Her (Khoi) i Zarevand, al nord-est del Llac Urmia, sota el comandament del gran visir (Hazarbadh) Suren Pahlav i del comandant de la guàrdia de corps (Putxtighbansalar) Adhur-Narsé. Baanes II va sortir de Dvin amb el seu exèrcit cap a la província de l'Artaz (Maku) i després cap a la regió del llac Van. Prop del llogaret conegut com a Nersehapat es van trobar els dos exèrcits i els armenis van obtenir la victòria. A més, Bardes Mamiconi, germà de Baanes, que havia estat empresonat al Taik pels perses i era el seu ostatge, va ser alliberat. Baanes va fer reposar als seus fidels al districte de Dzalkotn al Airarat i mentre eren allí Vakhtang I rei d'Ibèria va demanar ajut als armenis, perquè els huns no havien arribat i estava sent atacat pel general persa Mihran. Baanes va passar llavors al districte de Kangark o Kangarni al sud del Gugarq, entre Ibèria i Armènia l'any 482.
Mihran remuntant el Kura (en georgià Mtkwari) va arribar prop dels armenis. La batalla es va lliurar a Akesga, a l'oest de Gori. Els armenis i ibers van tindre avantatge al començament però després es van veure superats pel nombre d'enemics. Babik II de Sinuia va caure ferit i va ser salvat pel mateix Baanes II. Vasaces II Mamiconi va morir en combat, com també Isaac Bagratuní. Fraates Camsaracà va caure presoner. Baanes es va retirar amb les restes de l'exèrcit cap a Taik. Mihran va entrar a Bassèn i va arribar fins a Dou al nord-oest d'Erzurum, just fins a la frontera amb els romans d'Orient. Finalment Mihran va parar la persecució, va oferir un tracte a Baanes (rendició a canvi d'intercedir davant del rei per obtenir una amnistia) però van cridar el general a la cort de Ctesifont i va retornar. Al marxar Mihran, Baanes va retornar al Airarat i va entrar a Dvin on va romandre fins a l'any següent.
A la primavera del 483 un exèrcit persa va tornar al país, sota el comandament del hazaraft Zarmihr de la família dels Karínides i governador de Sakastene (Sistan). Va travessar l'Araxes i per Artàxata va arribar a Dvin i va preparar el setge. Baanes va ordenar una sortida que va causar algunes baixes, però que quasi va costar la vida al patriarca Joan Mandakuni¡, que va ser deixat per mort però nomé estava ferit i va poder tornar a Dvin) i hi van morir dos nakharark. Baanes va sortir de la ciutat abans de quedar assetjat i es va retirar a les muntanes de Bassèn i Taik, territoris fronterers amb l'Imperi Romà d'Orient. El general persa Zarmihr li va preparar una emboscada i encara que va poder fer presoneres a algunes princeses, Baanes i els principals nakharark es van poder escapar. Finalment van demanar al general que anés a Ibèria a fer la guerra a Vakhtang I Cap de Llop (que també va poder escapar cap a la Còlquida).
Baanes II va passar al Taron i es va establir a la vila de Dzalik (vila que era domini feudal dels Mamiconis) i d'allí va passar a l'Astianene (Hashteanq) i al districte de Karin (Erzurum) i cap a l'Arxamunik. El 484 el marzban Shahpuhr de Rayy va sortir del país després d'una greu derrota dels sassànides contra els huns heftalites, per influir en l'elecció del nou rei. Baanes II va aprofitar i va ocupar fàcilment Artàxata i Dvin. El nou rei persa i el general Zarmihr, que no podien enviar cap exèrcit, van enviar a un ambaixador de nom armeni Nikhor Vexnaspadat (en realitat el nkhver Gushnaspdadh) amb la missió d'establir una autonomia política i religiosa per Armènia i resoldre el problema nacional.

### Marzbans i prínceps d'Armènia
L'enviat va establir el seu quarter a Her i va enviar missatges a Baanes. Aquest va exigir llibertat de culte i prohibició del culte mazdeista a Armènia; i pels nakharark el dret d'apel·lació directa al rei (doncs per damunt del marzban). Els perses van acceptar aquelles condicions. Després ambdós caps es van reunir i el persa va expressar a l'armeni que el rei Balash demanava ajut a Baanes contra el seu germà rebel Zarer. Les tropes armènies que Baanes va posar a disposició de Balash van ser decisives per aplanar la revolta. Poc després Balash va rebre a Baanes a la cort i el va confirmar com a general hereditari, li va retornar totes les terres expropiades i (a petició de Baanes) va fer el mateix amb els Camsaracans. Més tard altres nakharark (com els Arzerunis) també van veure restituïts tots els seus honors. Un mes després Baanes va rebre del rei el nomenament formal de marzban d'Armènia que de fet ja exercia. Baanes II va ser marzban durant uns 25 anys, del 485 al 510. Va reconstruir monestirs, esglésies i catedrals i va protegir a escriptors com Llàtzer de Farpe. Baanes II va morir a tot tardar el 510 i el va succeir el seu germà Bardes Mamiconi conegut com a Bardes el Patrici, reconegut com a marzban per la cort de Pèrsia.
A més de Manuel Mamiconi, que va governar a Armènia sense rei del 378 al 386, set prínceps Mamiconis van tenir el principat d'Armènia entre 485 i el 750, un d'ells, Hamazasp II (655/656 - 657/658), investit per la cort de Constantinoble amb la dignitat de Curopalata.
Bardes Mamiconi, conegut com a Vard el patrici, va ser marzban d'Armènia per més de quatre anys, al darrere de Baanes I Mamiconi. Les dates del seu govern són incertes, però es va iniciar entre el 505 i el 510 i va acabar entre el 509 i el 514.

### Els Mamiconis entre romans i perses
Vasaces II Mamiconi, germà de Baanes II, va tenir dos fills mascles y una femella: els mascles eren Manuel Mamiconi (que va tenir un fill anomenat Gaguik) i Vardanes III Mamiconi. El nom de la filla no és conegut. Manuel Mamiconi va encapçalar el partit nacionalista i el marzban el va fer matar. Això va ser un greu error, ja que els nakharark del partit nacionalista es van revoltar. La direcció de la rebel·lió la van assumir son germà Vardanes III Mamiconi i el patriarca Joan II Gabelian. Vardan III va fer front al general persa Mihran a la plana de Khalamakh, a Taron, el va derrotar i li va prendre els elefants. Mihran va evacuar Armènia (573). Segons Sebeos, un altre general de nom Golon Mihran va ser nomenat marzban i va envair Armènia, va ocupar Ingilena i algun altre lloc i va dictar una amnistia general l'any 574. L'Acilisene es creu que es va perdre cap a la meitat del segle vi, en temps de Justinià.
El 575 Vardan III es va unir a l'exèrcit romà d'Orient i a la plana de Melitene es va lliurar una batalla de dos dies, on van derrotar els perses, però després, el 577, els rebels armenis, sense ajut romà d'Orient, van haver-se de limitar a xocs menors i cap al 578 Vardan III es va retirar a territori romà d'Orient i va passar al servei de l'emperador. Al seu costat hi havia el seu fill Mamak Mamiconi, cap de família darrera el seu pare.
La filla de Vasaces Mamiconi va tenir potser un fill anomenat Musel II Mamiconi, en realitat de filiació no determinada i del que l'historiador Joan Mamiconi diu que va ser nakharar de Mokq. Musel va ser nomenat marzban d'Armènia del 591 al 593 pel rei de Pèrsia. El 593 el rei de Pèrsia el va cridar a la cort i va ordenar que en arribar fos detingut. Musel s'hi va presentar amb dos mil homes i no el van poder detenir. Va presentar-se el rei, que no li va dir res, i sospitant el que li preparaven, va deixar el lloc i va tornar a Armènia. L'emperador rebé la queixa de Musel II però no va voler trencar l'aliança amb Pèrsia. Llavors Musel va dimitir i va retornar als seus dominis hereditaris o potser va passar al servei de Constantinoble com a general.
Kahan Gail Mamiconi era fill de Musel II i governava cap al 591/593 fins al 604. El seu fill era Simbaci Mamiconi el valent, que governava després del 604. Simbaci va tenir un fill anomenat Musel III Mamiconi que va morir cap a l'any 650.

### Els Mamiconis sota el domini musulmà
Musel III va tenir dos fills: Gregori I Mamiconi i Hamazaspes Mamiconi que va ser governador d'Armènia sota Califat del 656 al 657 i curopalata d'Armènia nomenat per Constantinoble del 657 al 662. Va adquirir el Beznunik dels Reixtuní. El 662 el nou patriarca Narses III i els nakharark van demanar al califa d'enviar com a governador al seu germà Gregori Mamiconi, que era ostatge a Damasc; el califa va accedir. Gregori estava casat amb una princesa d'Aghuània i va restaurar molts edificis, va equilibrar l'economia i va governar pacíficament. Va traslladar les restes de Gregori l'Il·luminador des de Thordan a Vagharxapat. Va donar una relíquia del sant al seu nebot Varasterdat d'Aghuània, que la va confiar al patriarca d'Aghuània Israel i va quedar dipositada en un monestir anomenat Glkhoivanq (Monestir del Cap). El 681 o 682, aprofitant les guerres civils al Califat, els armenis es van revoltar junt amb els ibers i els aghuans. Cap a l'any 685 els khàzars, aprofitant també les guerres civils, van envair Kartli i van entrar a Armènia pel nord. Gregori Mamiconi va marxar contra ells, però va morir en combat (685). Els àrabs, després que dos prínceps Mamiconis s'haguessin mostrat rebels, van decidir canviar de dinastia, i van nomenar Asoci Bagratuní. Per uns anys els Mamiconis queden eclipsats.
Alguns notables romans d'Orient es poden considerar Mamiconis: Artabasdus, comes Obsequii, curopalata i gendre de l'emperador Lleó III, que va ser emperador romà d'Orient (conjuntament amb el seu fill gran Nicèfor) del 742 al 2 de novembre de 743; la família d'un altre Artabasdus, inclosos els seus dos nets, l'emperadriu Teodora (+ 867), esposa de l'emperador Teòfil (829-842) i Cèsar Bardes (+ 866); així com la Casa de Musele-Crinites, a la qual pertanyia el gendre de Teòfil, César Alexius Musele.
El 732 els germans Gregori II i David Mamiconi, que volien el càrrec de governador d'Armènia per a la seva família, al no obtenir-lo es van revoltar però el governador àrab Marwan ben Muhammad els va fer detenir i els va enviar a Damasc d'on se'ls va enviar al Iemen. El 744 el governador Marwan va sortir del país i els germans Gregori i David Mamiconi, es van escapar i van tornar als seus dominis on es van revoltar contra el governador del país Asoci Bagratuní (Asoci el Cec)
El governador àrab Ishak ben Muslim va intentar posar fi a la lluita però no ho va aconseguir. Asoci va estar a punt de ser sorprès en una emboscada de la qual va escapar però va perdre els seus tresors. Asoci va deixar a la seva família a la fortalesa de Dariunq i es va traslladar a Damasc a demanar justícia al Califa Marwan II. Al deixar el país Gregori (II) Mamiconi va obtenir d'Ishak el càrrec de patrici dels nakharark i comandant de l'exèrcit armeni del 744 o 745 al 745 o 746. Asoci va ser ben rebut pel califa que va ordenar tallar les mans i peus i estrangular a un dels germans Mamiconis (David) ordre que ràpidament Ishak va executar. Va enviar Asoci a Armènia altre cop ple d'honors i regals i Gregori Mamiconi va rebre l'ordre de reconèixer al seu rival i ser-li fidel.
El 750 els omeies van ser enderrocats. Asoci, que restava lleial, va intentar resistir. Els nakharark van formar una Santa Lliga i es van declarar en rebel·lió general. L'exèrcit insurgent es va traslladar a Taik prop de la frontera romana d'Orient, ja que esperaven ajuda de l'emperador Constantí V. Asoci va sumar-se llavors a la rebel·lió però la va abandonar aviat i va tornar al Bagrevand, però a la tornada va caure en una emboscada de Gregori Mamiconi, que el va fer cegar l'any 750; d'aquest fet se'l va anomenar el Cec. Després Gregori es va retirar a Teodosiòpolis (Erzurum) a la frontera romana d'Orient, però va morir poc després. La direcció de la rebel·lió va passar a son germà Musel III Mamiconi. Cap a l'any 750 els Bagratuní ja havien desposseït als Mamiconis als que van confiscar Beznunik (amb Khelat) i Taron (amb Muş i Bitlis), però potser el 754 els Bagràtides, considerats lleials als omeies, van veure confiscades part de les seves possessions al Taik, Dariunq, Khelat i Baspracània. Els Mamiconis, que encapçalaven la resistència, només es van aprofitar de la desgràcia dels Bagratuní ocupant alguns territoris del Taik a la frontera amb els romans d'Orient. Gregori II Mamiconi va ser nomenat patrici i cap dels exèrcits, però uns mesos després el califa va ordenar destituir-lo i va restituir a Asoci Bagratuní.

### Caiguda dels Mamiconis
Artavasdes Mamiconi governava cap al 770 i el 771 va dirigir la revolució nacional que com a primer acte va matar el recaptador fiscal del districte del Shirak, a la vila de Kumair. Tanmateix, els àrabs eren molt forts i va haver de fugir cap a Kartli. Un parent seu, Musel IV Mamiconi, es va refugiar llavors a les muntanyes i va dirigir una guerrilla per algun temps i va obtenir alguns èxits notables, essent el principal la derrota de la guarnició àrab de Dvin (quatre mil homes) que havia sortit a perseguir-lo, derrota que va ser aconseguida per Musel amb només 200 homes. Musel IV i Samuel Mamiconi van morir en la batalla de Bagrevand el 25 d'abril del 772 en què els armenis revoltats van ser aplanats pels àrabs.
Les seves terres del districte d'Arxarunik, el districte d'Aixots, el Taik oriental, i part del Taron, i altres antigues possessions de la família les va ocupar Djahap al-Qaisi (fundador de la dinastia qaysita de Mantziciert) el 772, menys Sassun i Bagrevand. Perduda Taron el 771, i la major part dels territoris el 772, els dos fills de Musel es van refugiar a Baspracània on Hamazaspes Arzeruni els va fer matar. Només una filla va conservar algun poder en casar-se amb el capitost àrab Djahap al-Qaisi que volia la dona per legitimar el seu poder. És molt possible que també una branca pogués subsistir a les inaccessibles muntanyes de Sassun i que en un temps va arribar a dominar de Taron a Arsamòsata (va existir fins molt avançat el segle xi), i una altra branca va subsistir com a prínceps secundaris vassalls d'altres prínceps al Bagrevand (va existir fins a la meitat del segle ix). La major part de Taron i el Tayq meridional van ser capturats finalment pels Bagràtides mentre el Tayq septentrional va caure en mans dels Guaràmides; l'Arsharunik meridional "amb el castell d'Artagerk (antiga possessió dels Camsaracans) i el Beznunik, van caure en mans de l'emir qaysita.
El 778 els romans d'Orient van derrotar els àrabs a Cilícia sota la direcció de dos exiliats armenis: Tazates i Artavasdes Mamiconi. Aquest darrer va ser nomenat estrateg del tema (província) dels Buccel·laris, a Anatòlia.

### Darreres possessions
A Sassun, Kurdik Mamiconi hi governava cap al 800 i la família hi romandrà per molt de temps, però com un petit poder local. A Bagrevand governava potser el 850 un altre Kurdik Mamiconi, però envaït el país per Bogha al-Khabir, el seu fill Gregori (II) va ser fet presoner i enviat a Samarra i Kurdik va haver de fugir a Sper, el principat bagràtida protegit dels romans d'Orient. Recuperades breument per Gregori II (aproximadament el 860 o el 862), que havia retornat de Samarra, l'ostikan Muhammad ben Khalid va encarregar al príncep d'Armènia Asoci d'agafar-lo i portar-lo a la seva presència. Gregori va provar d'establir-se a Gazaneanq a la comarca de Bagaleanq, però va morir sobtadament als set dies d'arribar i això va evitar a Asoci una situació complicada en la qual no podia desobeir a l'ostikan i no volia perjudicar a Gregori. Va fer veure que havia complert les ordres enviant el cap del difunt com si fos ell que li hagués tallat per castigar Gregori del que va dir que sospitava que es volia passar als romans d'Orient. Asoci va ser recompensat amb la cessió del Bagrevand, amb el qual el poder dels Mamiconis va arribar a la fi.
Tanmateix, encara els Mamiconis van conservar un cert poder sota una més o menys nominal sobirania romana d'Orient al sud-oest del Taron al entorn de la ciutat-fortalesa d'Arsamòsata, i a la veïna terra de Sassun a l'Arzanene, a la meitat de la vall de l'Arsànies, fins que en van ser desposseïts pel Shah-i Arman potser el 1189/1190 emigrant cap a l'exili a Cilícia.
Dues famílies georgianes encara existents són descendents dels Mamiconis. Una branca d'una d'elles, la dels Liparit-Orbeliani, va tornar a Armènia el 1177 i van establir la tercera dinastia de Siunia, regnant fins a la segle xv.